# Кублюк
Кублю́к (фр. Coublucq) — коммуна во Франции, находится в регионе Аквитания. Департамент — Атлантические Пиренеи. Входит в состав кантона Арти-э-Пеи-де-Субестр. Округ коммуны — По.
Код INSEE коммуны — 64195.

## География

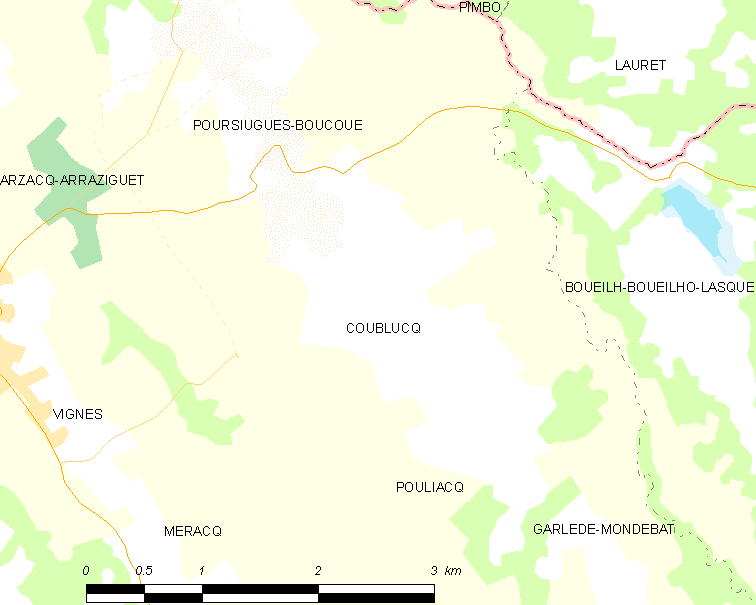
Карта коммуны

Коммуна расположена приблизительно в 630 км к югу от Парижа, в 150 км южнее Бордо, в 26 км к северу от По.
На северо-востоке коммуны протекает река Габас, а на юго-западе — река Лут.

### Климат
Климат тёплый океанический. Зима мягкая, средняя температура января — от +5°С до +13°С, температуры ниже −10 °C бывают редко. Снег выпадает около 15 дней в году с ноября по апрель. Максимальная температура летом порядка 20-30 °C, выше 35 °C бывает очень редко. Количество осадков высокое, порядка 1100 мм в год. Характерна безветренная погода, сильные ветры очень редки.

## Население
Население коммуны на 2010 год составляло 105 человек.
| 1962 | 1968 | 1975 | 1982 | 1990 | 1999 | 2010 |
| ---- | ---- | ---- | ---- | ---- | ---- | ---- |
| 143  | 130  | 126  | 110  | 96   | 110  | 105  |

## Администрация
| Период | Период | Фамилия           | Партия | Примечания |
| ------ | ------ | ----------------- | ------ | ---------- |
| 1995   | 2014   | Марсель Дюфрешу   |        |            |
| 2014   | 2020   | Жан-Ив Дюпон-Брет |        |            |

## Экономика
В 2010 году среди 67 человек трудоспособного возраста (15-64 лет) 48 были экономически активными, 19 — неактивными (показатель активности — 71,6 %, в 1999 году было 73,0 %). Из 48 активных жителей работали 47 человек (28 мужчин и 19 женщин), безработной была 1 женщина. Среди 19 неактивных 10 человек были учениками или студентами, 6 — пенсионерами, 3 были неактивными по другим причинам.

## Достопримечательности
- Церковь Успения Пресвятой Богородицы (XIX век)[4]

## Фотогалерея

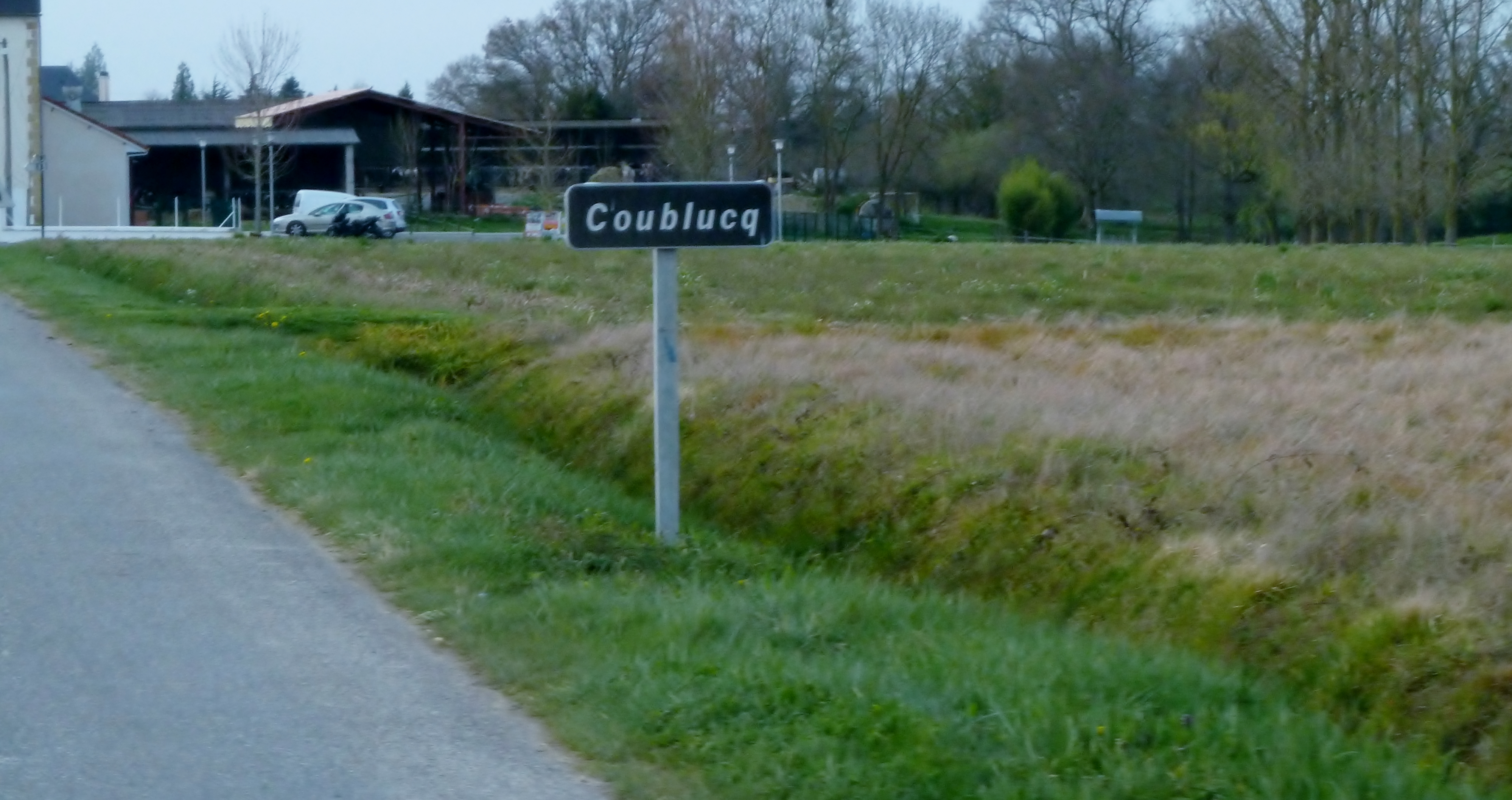
Въезд в Кублюк
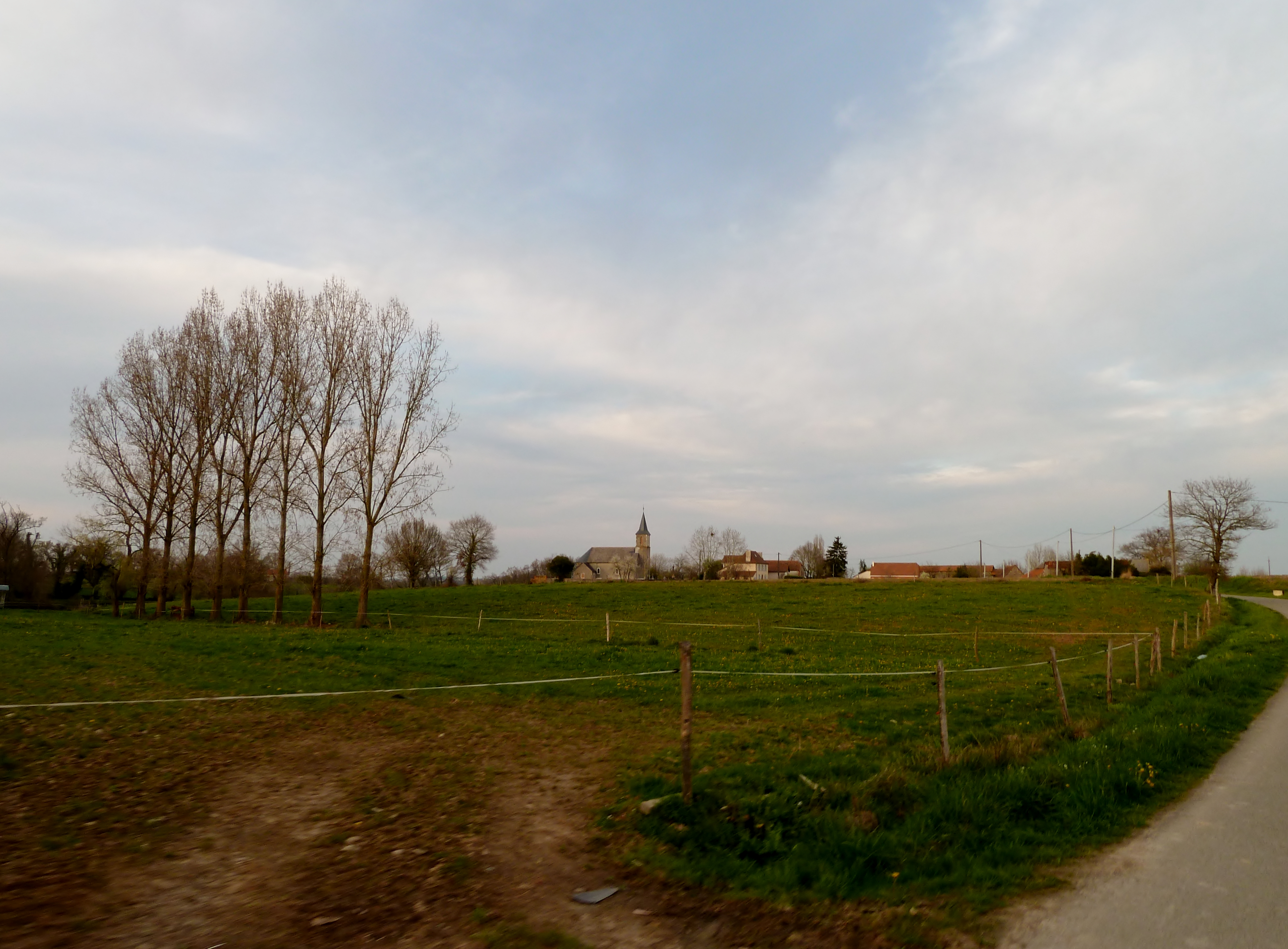
Кублюк
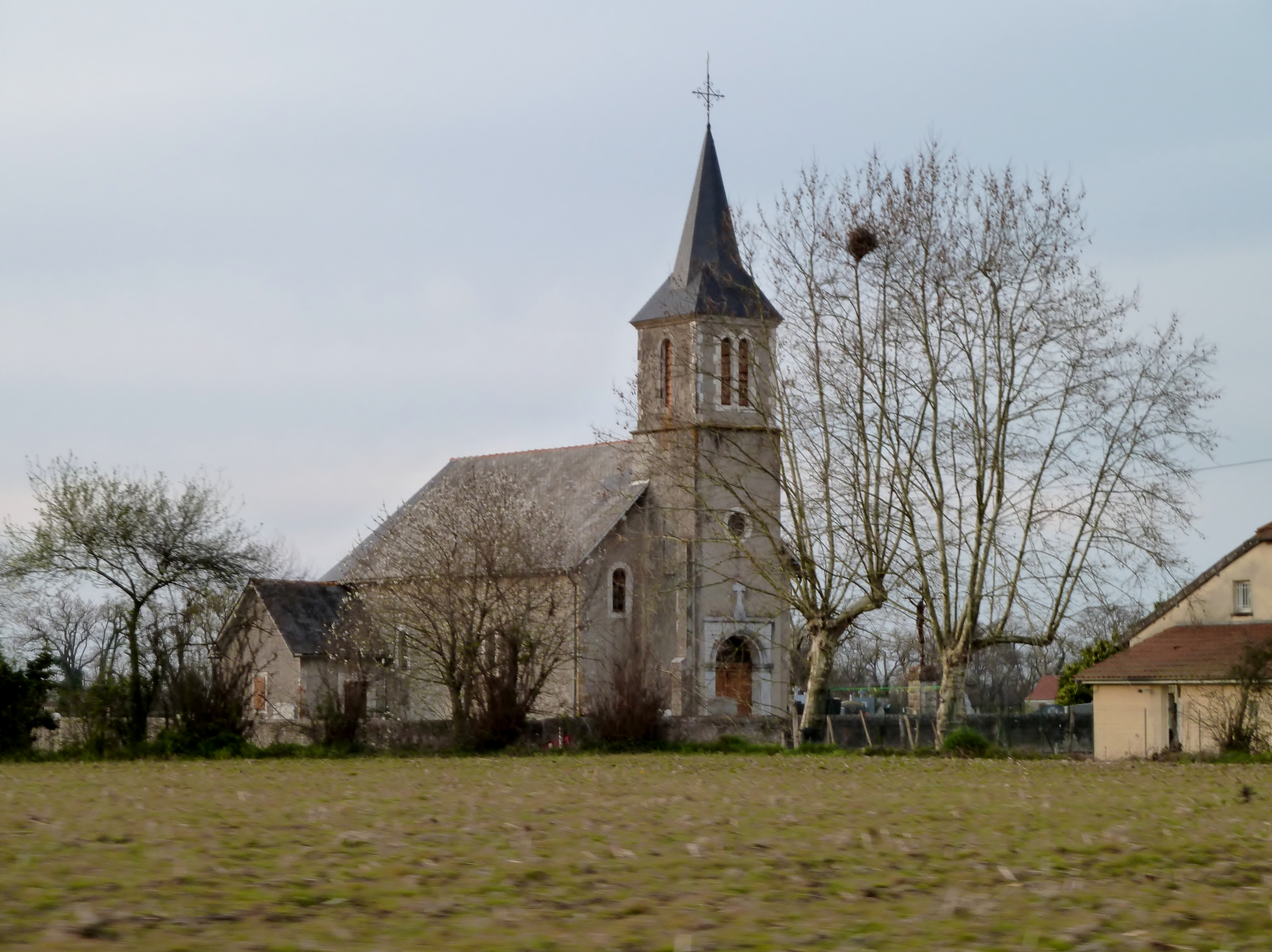
Церковь Успения Пресвятой Богородицы
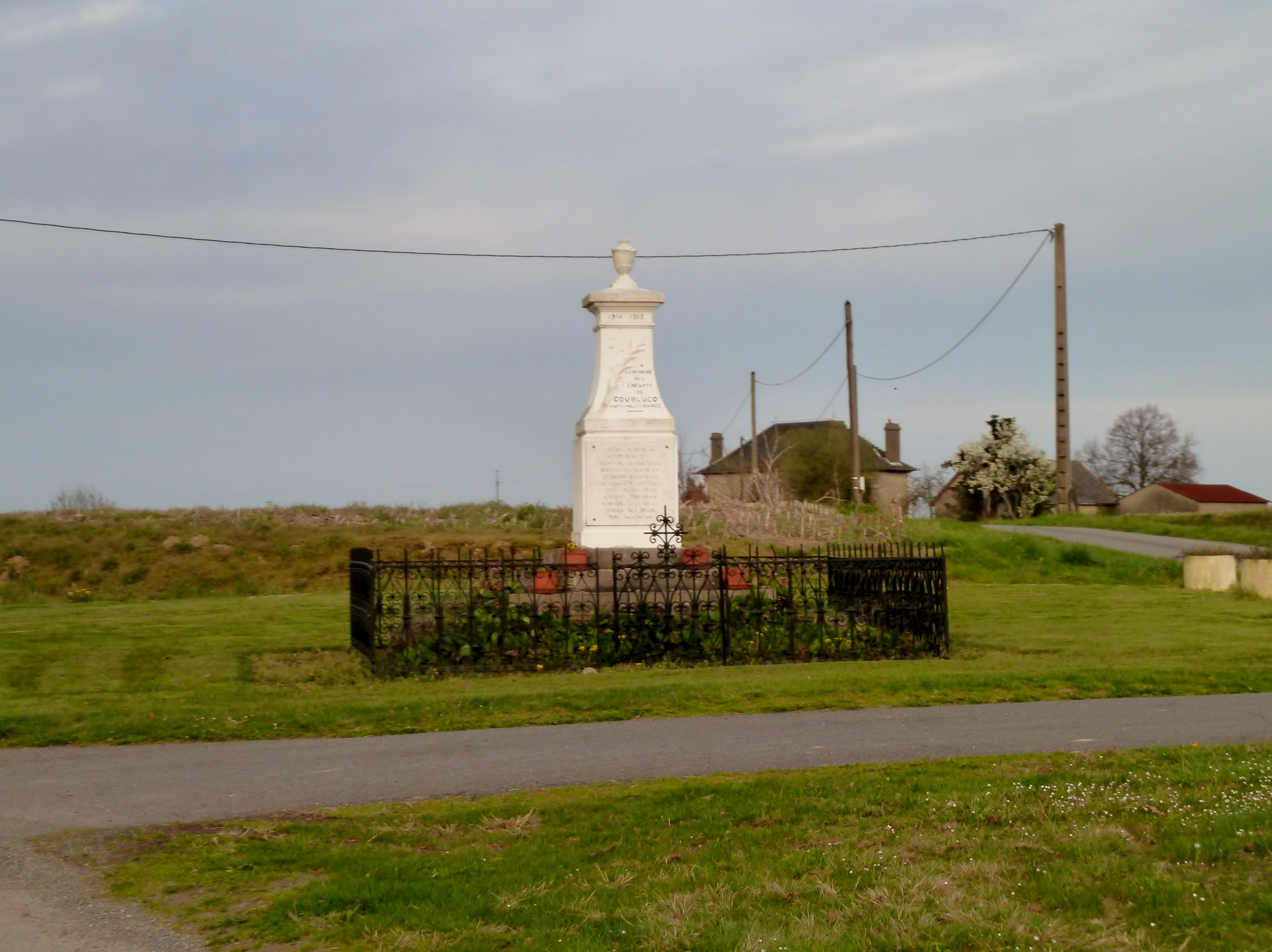
Военный мемориал